# 比布蘭奇 (阿肯色州)
比布蘭奇（英語：Bee Branch）是位於美國阿肯色州范布倫縣的一個非建制地區。該地的面積和人口皆未知。

## 地理
比布蘭奇的座標為35°27′03″N 92°23′41″W / 35.45083°N 92.39472°W，而該地的平均海拔高度為154米（即508英尺）。